# Nordsee (Schiff, 1895)

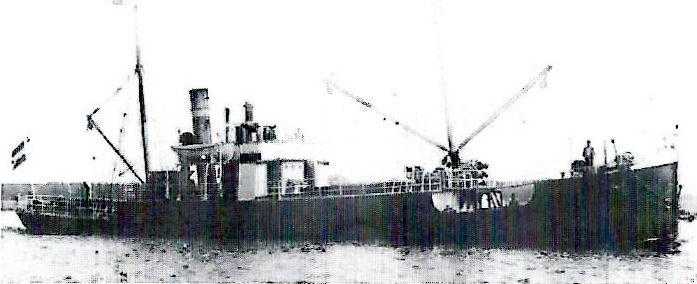
Nordsee [NGQR

Die Nordsee war ein kleiner Frachtdampfer der Oldenburg-Portugiesischen Dampfschiffs-Rhederei (OPDR). Er ist 1910 auf einer Fahrt von Schottland nach Schleswig-Holstein verschollen.

## Verwendung
Die Nordsee wurde entgegen den meisten anderen Einheiten der OPDR nicht im Liniendienst nach Portugal und Spanien eingesetzt, sondern im Bereich der Nordsee.
Sie lief am 11. Oktober 1910 unter Kapitän H. Schoon aus Burntisland/Schottland mit einer Ladung Kohle nach Husum aus und ist seitdem verschollen. Die Unglücksursache ist unbekannt; zur Zeit der Überfahrt herrschte auf der Route kein stürmisches Wetter.
Laut der Zeitung Der Weserbote. Braker Zeitung für Stadt und Land, Ausgabe vom 27. Oktober 1910, befanden sich folgende Besatzungsmitglieder an Bord des Dampfers:
1. Kapitän H. Schoon aus Westrhauderfehn
2. Steuermann J. Gewald, Westrhauderfehn
3. Erster Maschinist C. Stege, Hamburg
4. Zweiter Maschinist, Fr. Schubert, Katernberg
5. Koch Fr. Domnick, Wangiet
6. Matrose H. Fieck, Wieck
7. Matrose F. Suter, Pogirmen
8. Matrose C. Poewe, Königsberg
9. Matrose O. Neumann, Königsberg
10. Heizer M. Kalweit, Königsberg
11. Heizer H. Bultmann, Klockau.

## Die Seeamtsverhandlung
Die Seeamtsverhandlung fand am 18. Februar 1911 vor dem Seeamt Brake statt. Das Ergebnis wurde in den Nachrichten für Stadt und Land (Oldenburg) und dem Weserboten am 20. bzw. 21. Februar 1911 in einem gleichlautenden Text bekannt gegeben:
...Der eine Fall betraf den verschollenen Oldenburger Dampfer „Nordsee“, Schoon, der am 10. Oktober mit einer Ladung Kohle von Burntisland nach Husum abgegangen ist und von dem jede Nachricht fehlt...